# مطار آنشان تينغاو
مطار آنشان تينغاو (بالصينية: 鞍山腾鳌机场)(إياتا: AOG، إيكاو: ZYAS) مطار عسكري/عام يقع بمدينة Teng'ao Town في Qianshan District في الصين. يبلغ طول المدرج 2600 م . يقع في بلدة Teng'ao، على بعد 11.8 كم جنوب غرب وسط المدينة. يوجد بالمطار رحلات تجارية منتظمة إلى عدد قليل من المدن الصينية الرئيسية، بما في ذلك بكين وشانغهاي ونانجينغ وتشنغدو وقوانغتشو. بدأت الرحلات الجوية التجارية في عام 1987، وتوقفت في عام 2002، واستؤنفت في أبريل 2011 برحلة واحد إلى بكين.

## شركات الطيران والوجهات
| شركـات طيـران          | الوجهات                                              |
| ---------------------- | ---------------------------------------------------- |
| خطوط جنوب الصين الجوية | مطار بكين داشينغ الدولي، مطار قوانغتشو باييون الدولي |
| خطوط جونياو الجوية     | مطار نانجينغ الدولي                                  |
| خطوط شانغهاي الجوية    | مطار شانغهاي بودنغ الدولي                            |

## وصلات خارجية
- http://www.flightstats.com/go/Airport/airportDetails.do?airportCode=AOG